# Rhagoletis completa
Rhagoletis completa es una especie de insecto del género Rhagoletis de la familia Tephritidae del orden Diptera. Cresson la describió en 1929.
El adulto mide 6 mm, la larva llega a medir 13 mm. Hay una generación por año. Pasa el invierno en el estadio de pupa. Su distribución original es Estados Unidos, al este de las montañas Rocosas. Se ha difundido hasta California y Europa. Es una plaga de los nogales.